# Затурцівська сільська рада
Затурцівська сільська рада Затурцівської сільської територіальної громади (до 2017 року — Затурцівська сільська рада Локачинського району Волинської області) — орган місцевого самоврядування Затурцівської сільської територіальної громади Волинської області. Розміщується в селі Затурці.

## Склад ради
Рада складається з 29 депутатів та голови. До 23 грудня 2018 року мала в складі 22 депутати.
Перші вибори до ради громади та Затурцівського сільського голови відбулись 24 грудня 2017 року. До складу ради було обрано 22 депутати, котрі утворили 3 фракції. Кількісний склад за суб'єктами висування: Аграрна партія України — 7 депутатів, Всеукраїнське об'єднання «Батьківщина» та УКРОП — по 5, самовисування — 4 та Радикальна партія Олега Ляшка — 1 мандат.
Головою громади обрали позапартійного самовисуванця Володимира Патійчука, чинного Затурцівського сільського голову.
23 грудня 2018 року відбулись довибори до ради на семи виборчих округах, створених на території Кисилинської та Холопиченської сільрад, що доєднались до громади. З семи обраних депутатів четверо — кандидати від ВО «Батьківщина», по одному — Аграрна партія України, БПП «Солідарність» та самовисування.

## Історія
До 5 січня 2018 року — адміністративно-територіальна одиниця у Локачинському районі Волинської області з підпорядкуванням сіл Великий Окорськ, Вілька-Садівська, Затурці, Квасовиця, Малий Окорськ, Юнівка. Рада складалась з 18 депутатів та голови.

### Населення
Згідно з переписом УРСР 1989 року чисельність наявного населення сільської ради становила 2886 осіб, з яких 1362 чоловіки та 1524 жінки.
За переписом населення України 2001 року в сільській раді мешкало 2713 осіб.

#### Мова
Розподіл населення за рідною мовою за даними перепису 2001 року:
| Мова       | Відсоток |
| ---------- | -------- |
| українська | 99,09 %  |
| російська  | 0,80 %   |
| білоруська | 0,04 %   |
| гагаузька  | 0,04 %   |
| молдовська | 0,04 %   |

### Керівний склад сільської ради
| ПІБ                           | Основні відомості                                                 | Дата обрання | Дата звільнення |
| ----------------------------- | ----------------------------------------------------------------- | ------------ | --------------- |
| Патійчук Володимир Андрійович | Сільський голова, 1957 року народження, освіта, безпартійний      | 26.03.2006   | 31.10.2010      |
| Патійчук Володмир Андрійович  | Сільський голова, 1957 року народження, освіта вища, безпартійний | 31.10.2010   |                 |

Примітка: таблиця складена за даними джерела